# Luhanka
Luhanka (Luhango in svedese) è un comune finlandese di 692 abitanti, situato nella regione della Finlandia Centrale.